# Абози, Фермен
Ферме́н Абози́ (фр. Firmin Abauzit; 1679 год, Юзес — 1767 год, Женева) — французский богослов и писатель из Женевы.

## Биография и творчество
Родился в Нижнем Лангедоке во время сильного гонения реформатов во Франции; его отец умер, когда ему было два года. Из-за отмены Людовиком XIV Нантского эдикта в 1685 году его матери пришлось устроить побег своих двух сыновей, которых местные власти собирались у неё отобрать, чтобы воспитать в католической вере. В течение двух лет они прятались в горах Севенны, затем в 1689 году достигли Женевы, где к ним присоединилась мать, освободившаяся из тюрьмы, куда была заключена сразу после их побега.
Фермен Абози изучал языкознание, физику и богословие. В путешествии по Голландии познакомился с Бейлем и Жюрьё; в Лондоне — с Ньютоном. Вильгельм III старался удержать его в Англии, но Абози вернулся к матери в Женеву.
Трудился над новым переводом Нового Завета, издал его в 1726 году. Отказался от философской кафедры, занял место почётного библиотекаря публичной библиотеки. В прославившем его труде «Essai sur l'Apocalypse» составил метод апокалиптических вычислений и старался объяснить всю книгу событиями времён Нерона.
Значительное число его статей было издано в Женеве посмертно в 1770 году; более полное издание вышло в 2-х томах в Лондоне в 1772 году.

## Труды
- Перевод Нового Завета (1726);
- «Essai sur l'Apocalypse».

Другие его богословские труды изданы посмертно в Лондоне: «Oeuvres posthumes du vénérable M-r Abauzit» (2 т., 1772).